# ماش‌ماهی
ماش‌ماهی از ماهیان خانوادهٔ کپورماهیان است.
ماش‌ماهی خزری در حوضه دریای خزر پراکنش داشته و دارای دندان‌های حلقی دو ردیفی با فرمول ۵٫۳-۳٫۵ می‌باشد. بیشینهٔ درازا ۵۰ (میانگین ۳۵) سانتی‌متر و حداکثر وزن، ۳ کیلوگرم (میانگین ۵۵۰ گرم) است. بدن این ماهی دراز و از فلس‌های ریزی پوشیده شده‌است. طول ۵ برابر ارتفاع و ارتفاع ۲ برابر ضخامت است. بدن از دو پهلو فشرده است. سر این ماهی دراز و دهانی بزرگ دارد. آرواره پایینی جلو آمده و پهلوها نقره‌ای رنگ هستند. باله دمی به شدت دو شاخه و دراز است. باله‌های پشتی و دمی خاکستری و بقیه متمایل به سرخ است.

## تغذیه

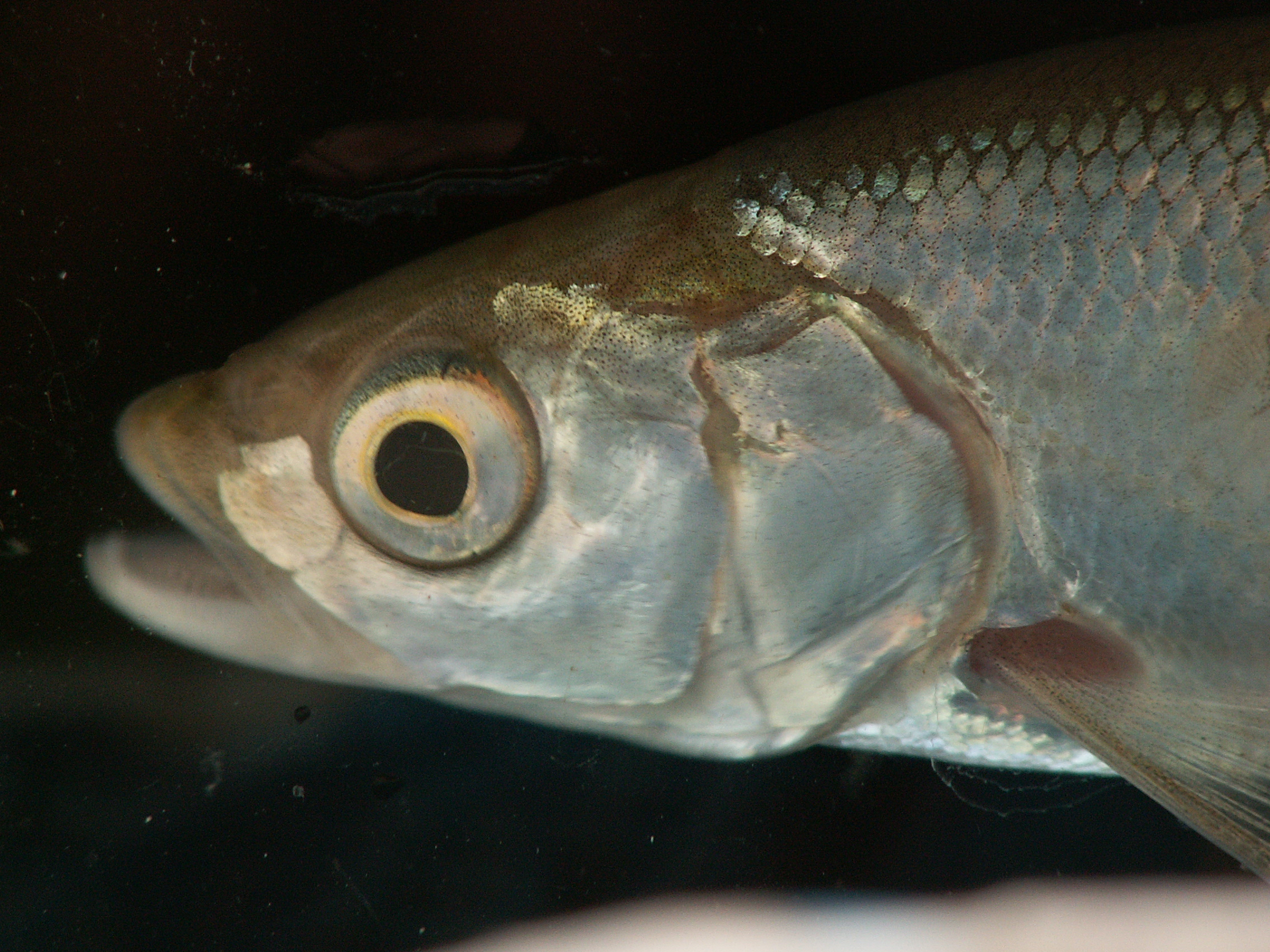
تصویری نزدیک از میش‌ماهی خزری

ماش‌ماهی گوشت‌خوار بوده و حتی از قورباغه، موش و جوجه پرندگان تغذیه می‌کند. این ماهی با ضربات دم شکار خود را بی‌حال کرده و سپس می‌بلعد. به هنگام تخم‌ریزی و خواب زمستانی تغذیه نمی‌کند. معمولاً به صورت انفرادی دیده می‌شود. تعداد تخم‌ها تا ۱۰۰۰۰۰(یا ۳۰۰۰۰۰) است. ماش‌ماهی در دریاچه‌ها غالباً در سطح آب مشاهده می‌شود. تخم‌ریزی در ماه‌های فروردین تا خرداد و معمولاً در رودخانه‌های با جریان سریع و بستر ماسه‌ای صورت می‌گیرد. ماش‌ماهیانی که در دریاچه‌ها زندگی می‌کنند جهت تخم‌ریزی وارد رودخانه‌ها می‌شوند. معمولاً تخم ریزی همراه با سر و صداست. تخم‌ها چسبناک بوده و به بستر رودخانه یا گیاهان آبزی می‌چسبند. دوره انکوباسیون ۱۷-۱۰ روز در دمای آب ۵/۸-۵/۱۲ درجه سانتی‌گراد است. لارو ماش‌ماهی پس از خروج از تخم و جذب کیسه‌زرده به صورت دسته‌جمعی مهاجرت کرده و پس از طی اولین تابستان به طول ۱۵-۱۰ سانتی‌متر می‌رسد. لاروهای ماش‌ماهی ابتدا به صورت دسته‌جمعی زندگی می‌کنند و در هنگام بلوغ تک‌رو می‌شوند. بچه‌ماهیان زمستان را در محل امنی سپری می‌کنند و در سنین ۵-۴ سالگی به بلوغ می‌رسند.

## نگارخانه

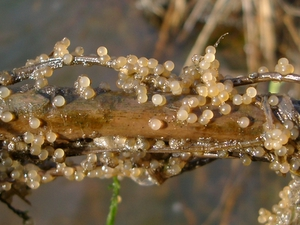
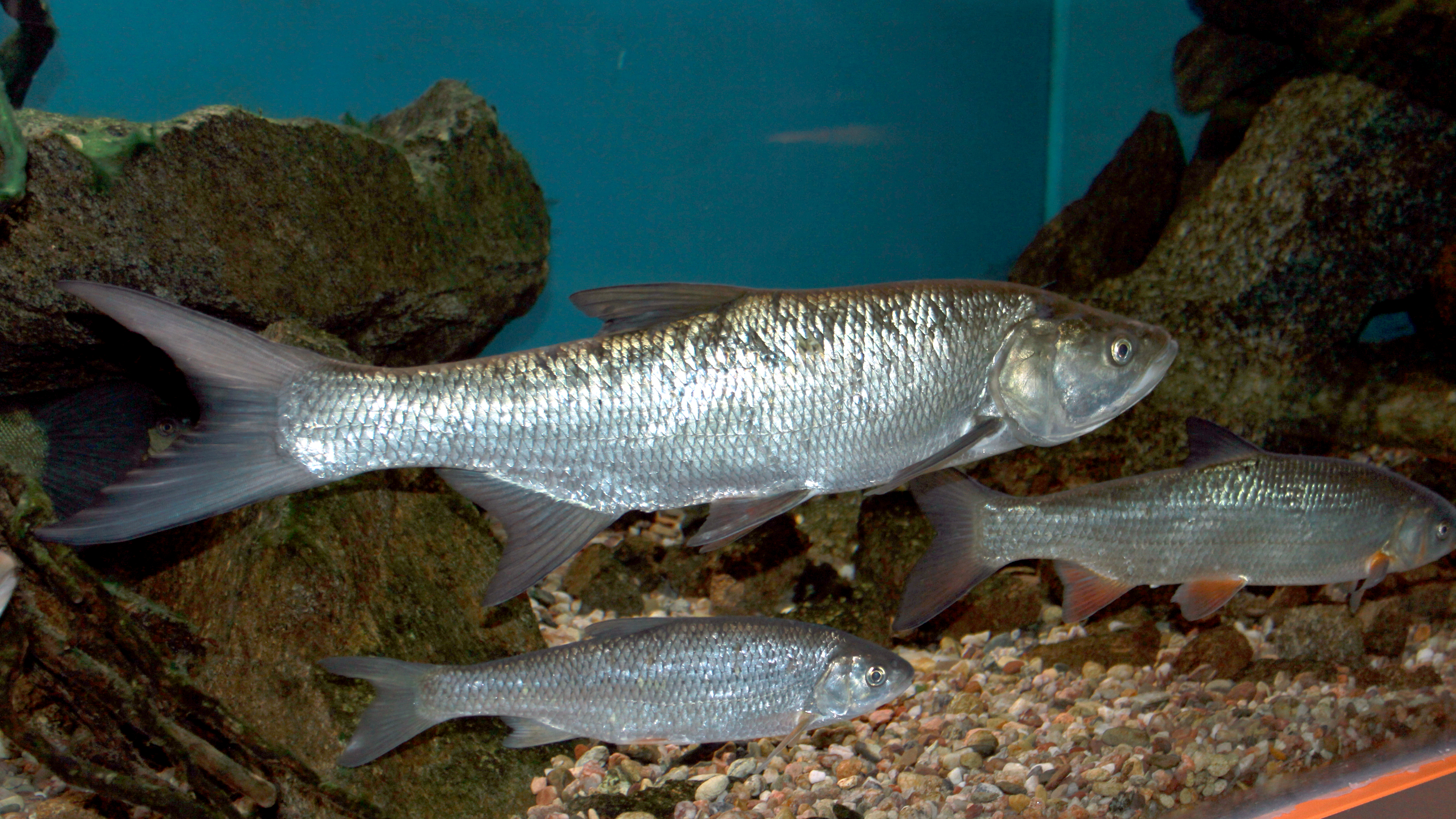
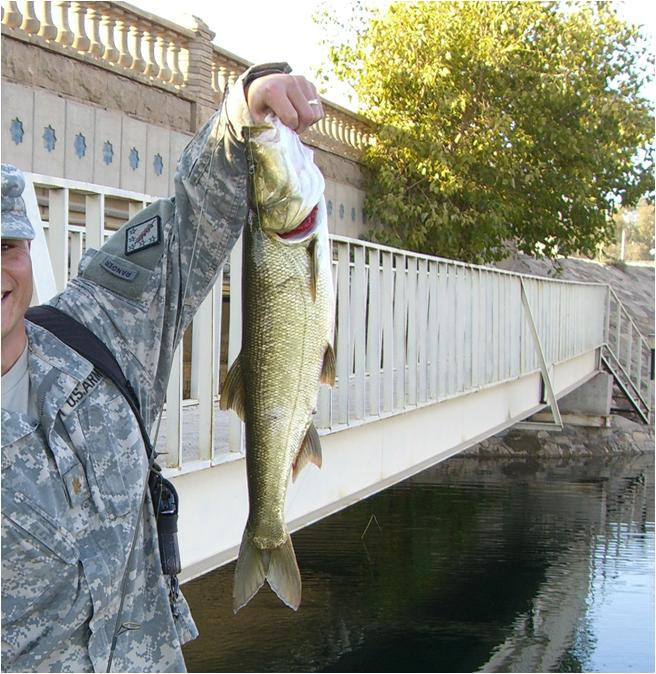